# Craig Pollock
Pour les articles homonymes, voir Pollock.
Craig Pollock est un homme d'affaires britannique né le 20 février 1956 à Falkirk en Écosse. Surtout connu pour avoir été le manager du pilote de Formule 1 québécois Jacques Villeneuve, il a également cofondé et dirigé les écuries British American Racing (F1) et PK Racing (CART).

## Biographie
Au début des années 1980, Craig Pollock travaille comme professeur de sport au Collège alpin Beau Soleil de Villars-sur-Ollon, en Suisse. C'est là qu'il rencontre pour la première fois le jeune Jacques Villeneuve, envoyé en pension à la suite de l'accident mortel de son père Gilles Villeneuve en mai 1982. Pollock et Villeneuve se lient d'amitié et se découvrent notamment une passion commune pour le ski alpin. 
Les deux hommes se retrouvent par hasard plusieurs années plus tard, en 1992, au Japon. Villeneuve est alors devenu un pilote automobile professionnel et dispute le championnat du Japon de Formule 3. Il propose à Craig Pollock de devenir son manager, une offre que ce dernier accepte. Lors des années suivantes, Pollock accompagne l'ascension de Villeneuve, jusqu'au titre mondial du pilote québécois en 1997 chez Williams. 
Dans l'ombre de Villeneuve, Pollock est un spectateur privilégié du fonctionnement de l'écurie Williams, qui domine la Formule 1 depuis plusieurs saisons. Cela aiguise ses ambitions et l'incite à diriger sa propre écurie. Fin 1997, il rachète l'équipe Tyrrell Racing en association avec le géant du tabac British American Tobacco et en prend la direction lors de la saison 1998. Mais ce rachat n'est en réalité que la première étape de la création de la toute nouvelle écurie British American Racing, qui voit le jour au début de la saison 1999. 
Malgré d’importants moyens financiers, le support du motoriste Honda à partir de 2000 et la présence au volant de Jacques Villeneuve, l'équipe peine à se hisser au niveau des meilleures et se fait surtout remarquer par les crises internes qui semblent régulièrement l'agiter. À l'issue de la saison 2001, Pollock est lui-même victime de l'un de ces soubresauts et, ayant perdu la confiance de l'actionnaire principal, perd son poste au profit de David Richards. Sans responsabilité au sein de l'équipe, Pollock restera toutefois un de ses actionnaires minoritaires jusqu'en 2004, et la prise de participation de Honda dans le capital de l'équipe.
En 2003, Craig Pollock retrouve la direction d'une équipe de course en championnat CART. Avec l'entrepreneur australien Kevin Kalkhoven (en), il rachète les restes de l'écurie Pac West, et fonde le PK Racing. Au fil de la saison, les pilotes Patrick Lemarié, Bryan Herta, Max Papis et Mika Salo se succèdent sur l'unique voiture de l'équipe, pour des résultats en progression constante. Mais dès la fin de l'année, Pollock revend ses parts à Dan Pettit et Jimmy Vasser (dont la nouvelle association avec Kalkhoven forme le PKV Racing).
En janvier 2008, Craig Pollock et  Jacques Villeneuve annoncent qu'ils mettent un terme à leur association.
Le 5 mai 2011, Craig Pollock annonce son intention de revenir en Formule 1 en 2013 avec la création de la société PURE (Propulsion Universelle et Récupération d’Energie) car FIA vient de voter l'entrée en vigueur, en 2013, de moteurs à 4 cylindres en ligne 1600 cm³ turbocompressés. Plus tard dans l'année, la FIA impose un V6 et repousse son application à 2014. Craig Pollock est associé à Christian Contzen, un ancien manager de Renault F1 Team, et Jean-Pierre Boudy, le concepteur du moteur V10 Peugeot des années 1990. Le projet ne voit jamais le jour.